# 河端伸一郎
河端 伸一郎（かわばた しんいちろう、1970年10月16日 - ）は、日本の実業家。株式会社インタースペース創業者、同社代表取締役社長。

## 人物・来歴
千葉県出身。郁文館高等学校を経て、1994年学習院大学経済学部卒業。在学中1年間アメリカ合衆国に留学。大学卒業後、大和証券入社。1998年ベンチャーコントロール入社。1999年父親から出資を受けてインタースペースを創業し、代表取締役社長に就任。成功報酬型広告事業で業績を伸ばし、2006年には東京証券取引所マザーズ市場に上場を果たした。

## 親族
父は京都きもの友禅創業者河端繁。